# Persone di nome Anna Maria
| Questa pagina contiene informazioni ricavate automaticamente dalle voci biografiche con l'ausilio del template Bio e di un bot. L'aggiornamento è periodico e automatico e ricostruisce completamente la pagina. Se manca una persona in questa lista, sei pregato di non aggiungerla, ma accertati piuttosto che la sua voce biografica contenga il template Bio e che i dati anagrafici siano correttamente compilati. Se il template Bio manca, inseriscilo tu stesso o, in alternativa, metti l'avviso {{tmp\|Bio}} che ne segnala la mancanza. Se i dati riportati sono sbagliati, correggi direttamente la voce biografica; le modifiche saranno visibili in questa lista entro pochi giorni. Per chiarimenti vedi il progetto biografie. La lista contiene solo le 170 persone che sono citate nell'enciclopedia e per le quali è stato implementato correttamente il template Bio. Pagina aggiornata al 5 apr 2024. |

Questa è una lista di persone presenti nell'enciclopedia che hanno il prenome Anna Maria, suddivise per attività principale.

## Allenatrici di calcio(1)
- Anna Maria Picarelli, allenatrice di calcio e ex calciatrice statunitense (Downey, n. 1984)

## Annunciatrici televisive(1)
- Anna Maria Gambineri, annunciatrice televisiva italiana (Roma, n. 1936 - Roma, † 2017)

## Antropologhe(1)
- Annamaria Rivera, antropologa, saggista e attivista italiana (Taranto, n. 1945)

## Architetti(1)
- Anna Maria Bertarini, architetta italiana (Milano, n. 1923 - Bellano, † 2022)

## Artiste(2)
- Anna Maria Maiolino, artista brasiliana (Scalea, n. 1942)
- Anna Maria Vaiana, artista italiana

## Atlete paralimpiche(1)
- Anna Maria Toso, ex atleta paralimpica, schermitrice e tennistavolista italiana

## Attiviste(1)
- Anna Maria Mammoliti, attivista, giornalista e editrice italiana (Melissano, n. 1944 - Roma, † 2009)

## Attrici(27)
- Anna Maria Alegiani, attrice italiana (Roma, n. 1927)
- Anna Maria Baccaro, attrice e conduttrice televisiva italiana (Salerno, n. 1996)
- Maria Bonnevie, attrice svedese (Västerås, n. 1973)
- Anna Maria Bottini, attrice italiana (Milano, n. 1916 - Giove, † 2020)
- Anna Maria Bugliari, attrice italiana (Roma, n. 1934)
- Anna Maria Chio, attrice e regista teatrale italiana
- Anna Chlumsky, attrice statunitense (Chicago, n. 1980)
- Anna Maria De Luca, attrice e regista italiana (Spezzano Albanese, n. 1955)
- Anna Maria Dossena, attrice italiana (Carrara, n. 1912 - Roma, † 1990)
- Anna Maria Gherardi, attrice italiana (Bologna, n. 1939 - Roma, † 2014)
- Anna Maria Guarnieri, attrice italiana (Milano, n. 1934)
- Anna Maria Ferrero, attrice italiana (Roma, n. 1935 - Versailles, † 2018)
- Anna Maria Horsford, attrice statunitense (New York, n. 1948)
- Anne Bancroft, attrice statunitense (New York, n. 1931 - New York, † 2005)
- Amina Pirani Maggi, attrice italiana (Verona, n. 1892 - Roma, † 1979)
- Anna Manahan, attrice irlandese (Contea di Waterford, n. 1924 - Waterford, † 2009)
- Anna Mazzamauro, attrice e cabarettista italiana (Roma, n. 1938)
- Wanda Osiris, attrice e cantante italiana (Roma, n. 1905 - Milano, † 1994)
- Anna Maria Mühe, attrice tedesca (Berlino, n. 1985)
- Anna Orso, attrice italiana (Napoli, n. 1938 - Roma, † 2012)
- Anna Maria Pancani, attrice italiana (Roma, n. 1936 - Roma, † 1993)
- Anna Maria Perez de Tagle, attrice e cantante statunitense (San Francisco, n. 1990)
- Anna Maria Pierangeli, attrice italiana (Cagliari, n. 1932 - Beverly Hills, † 1971)
- Anna Proclemer, attrice e doppiatrice italiana (Trento, n. 1923 - Roma, † 2013)
- Anna Maria Sandri, attrice italiana (Roma, n. 1935)
- Anna Thalbach, attrice tedesca (Berlino Ovest, n. 1973)
- Anna Maria Torniai, attrice italiana (Firenze, n. 1931 - Roma, † 2011)

## Attrici pornografiche(1)
- Annj Goren, ex attrice pornografica italiana (Bologna)

## Banchiere(1)
- Anna Maria Tarantola, banchiera e dirigente pubblica italiana (Casalpusterlengo, n. 1945)

## Beate(1)
- Anna Maria Taigi, beata italiana (Siena, n. 1769 - Roma, † 1837)

## Biatlete(2)
- Anna Maria Nilsson, ex biatleta svedese (Östersund, n. 1983)
- Anna Stera-Kustucz, ex biatleta polacca (Duszniki-Zdrój, n. 1974)

## Calciatrici(1)
- Anna Maria Mega, ex calciatrice e allenatrice di calcio italiana (Scorrano, n. 1962)

## Canoiste(1)
- Annemiek Derckx, ex canoista olandese (Beegden, n. 1954)

## Cantanti(6)
- Anna Book, cantante svedese (Stoccolma, n. 1970)
- Anneke van Giersbergen, cantante olandese (Sint-Michielsgestel, n. 1973)
- Anna Maria Jopek, cantante polacca (Varsavia, n. 1970)
- Mariska, cantante e rapper finlandese (Helsinki, n. 1979)
- Anna Maria, cantante italiana (Castel Guelfo di Bologna, n. 1945)
- Anna Wyszkoni, cantante e compositrice polacca (Tworków, n. 1980)

## Cestiste(3)
- Anna Maria Franchini, cestista italiana (Faenza, n. 1933 - Milano, † 2016)
- Anna Maria Krabbenborg, ex cestista brasiliana (Jaguariúna, n. 1957)
- Anna Ortobelli, cestista italiana (n. 1934 - † 2008)

## Chimiche(1)
- Anna Marabini, chimica italiana (Imola, n. 1930 - † 2023)

## Comiche(1)
- Anna Maria Barbera, comica, cabarettista e attrice italiana (Torino, n. 1962)

## Conduttrici radiofoniche(1)
- Anna Maria Mussolini, conduttrice radiofonica italiana (Forlì, n. 1929 - Roma, † 1968)

## Criminali(1)
- Gigliola Guerinoni, criminale italiana (Cairo Montenotte, n. 1945)

## Danzatori(1)
- Anna Razzi, ex ballerina e direttrice artistica italiana (Roma, n. 1940)

## Direttrici artistiche(1)
- Anita Klinz, direttrice artistica e grafica italiana (Abbazia, n. 1923 - † 2013)

## Divulgatrici scientifiche(1)
- Anna Maria Di Giorgio, divulgatrice scientifica italiana (San Daniele del Friuli, n. 1897 - Torino, † 1961)

## Filologhe(1)
- Anna Maria Chiavacci Leonardi, filologa italiana (Camerino, n. 1927 - Firenze, † 2014)

## Filosofe(1)
- Anna Maria van Schurman, filosofa, poetessa e scienziata olandese (Colonia, n. 1607 - Wieuwerd, † 1678)

## Germaniste(1)
- Anna Maria Carpi, germanista, traduttrice e scrittrice italiana (Milano, n. 1939)

## Ginnaste(2)
- Anna Avanzini, ginnasta italiana (Busto Arsizio, n. 1917 - Busto Arsizio, † 2011)
- Anna van der Vegt, ginnasta olandese (n. 1903 - † 1983)

## Giornaliste(6)
- Anna Broggiato, giornalista italiana (Verona, n. 1958)
- Anna Maria Jacobini, giornalista italiana (Roma, n. 1958 - Cracovia, † 2016)
- Anna Maria Mori, giornalista e scrittrice italiana (Pola, n. 1936)
- Anna Maria Mozzoni, giornalista italiana (Milano, n. 1837 - Roma, † 1920)
- Anna Maria Papi, giornalista e scrittrice italiana (Firenze, n. 1928 - † 2012)
- Anna Maria Zampieri Pan, giornalista italiana (Vicenza, n. 1933)

## Hockeiste su prato(1)
- Det de Beus, hockeista su prato olandese (Utrecht, n. 1958 - † 2013)

## Imprenditrici(1)
- Anna Maria Artoni, imprenditrice italiana (Guastalla, n. 1967)

## Matematiche(1)
- Anna Maria Ciccone, matematica e fisica italiana (Noto, n. 1891 - Noto, † 1965)

## Modelle(3)
- Anna Jagodzińska, modella polacca (Sierpc, n. 1987)
- Anna Kanakis, modella e attrice italiana (Messina, n. 1962 - Roma, † 2023)
- Marianna Mattiocco, modella italiana (Cassino, n. 1865 - Parigi, † 1908)

## Musicologhe(1)
- Anna Maria Meo, musicologa e direttrice teatrale italiana (Crotone, n. 1962)

## Nobildonne(2)
- Anna Maria Arduino, nobildonna e pittrice italiana (Messina, n. 1672 - Napoli, † 1700)
- Anna Maria Martinozzi, nobildonna italiana (Roma, n. 1637 - Parigi, † 1672)

## Nobili(16)
- Anna Maria d'Ungheria, nobile ungherese (Ungheria, n. 1204 - † 1237)
- Anna Maria del Palatinato-Neuburg, nobile tedesca (Neuburg, n. 1575 - Dornburg, † 1643)
- Anna Maria di Anhalt, nobile tedesca (Zerbst, n. 1561 - Brzeg, † 1605)
- Anna Maria di Baden-Durlach, nobile tedesco (Strasburgo, n. 1617 - Basilea, † 1672)
- Anna Maria di Brunswick-Lüneburg, nobile (Hann. Münden, n. 1532 - Neuhausen, † 1568)
- Maria Mancini, nobile italiana (Roma, n. 1639 - Pisa, † 1715)
- Anna Maria del Palatinato-Simmern, nobile tedesca (Heidelberg, n. 1561 - Eskilstuna, † 1589)
- Anna Pieri Brignole Sale, nobile italiana (Siena, n. 1765 - Castello di Schönbrunn, † 1815)
- Anna Plochl, nobile austriaca (Bad Aussee, n. 1804 - Bad Aussee, † 1885)
- Anna Maria Schultheiss, nobile (Donaueschingen, n. 1760 - Roma, † 1840)
- Anna Maria Sforza, nobile italiana (Milano, n. 1476 - Ferrara, † 1497)
- Anna Maria Luisa d'Orléans, nobile francese (Parigi, n. 1627 - Parigi, † 1693)
- Anna Leopardi, nobile italiana (Bologna, n. 1918 - Recanati, † 2010)
- Anna Maria di Meclemburgo-Schwerin, nobile (Schwerin, n. 1627 - Halle, † 1669)
- Anna Maria di Sassonia, nobile (Dresda, n. 1836 - Napoli, † 1859)
- Anna Maria Francesca di Sassonia-Lauenburg, nobile (Neuhaus an der Elbe, n. 1672 - Reichstadt, † 1741)

## Nuotatrici(2)
- Anna Maria Cecchi, nuotatrice italiana (Trieste, n. 1943 - Trieste, † 2021)
- Annemarie Verstappen, ex nuotatrice olandese (Rosmalen, n. 1965)

## Partigiane(2)
- Anna Maria Campi, partigiana italiana (Fontanarossa di Gorreto, n. 1927 - Scoppito, † 2001)
- Anna Maria Enriques Agnoletti, partigiana italiana (Bologna, n. 1907 - Sesto Fiorentino, † 1944)

## Pattinatrici artistiche su ghiaccio(1)
- Anna Cattaneo, pattinatrice artistica su ghiaccio italiana (Milano, n. 1911 - Puegnago del Garda, † 2002)

## Pedagogiste(2)
- Anna Lorenzetto, pedagogista italiana (Roma, n. 1914 - Grosseto, † 2001)
- Anna Maria Princigalli, pedagogista, partigiana e politica italiana (Bergamo, n. 1916 - Roma, † 1969)

## Pianiste(1)
- Anna Maria Cigoli, pianista italiana (Milano, n. 1952)

## Pittrici(5)
- Anna Maria Barbara Abesch, pittrice svizzera (Sursee, n. 1706 - Sursee, † 1773)
- Anna Maria Anguissola, pittrice italiana (Cremona)
- Anna Bilińska-Bohdanowicz, pittrice polacca (Złotopolu, n. 1854 - Varsavia, † 1893)
- Elisabeth Jerichau-Baumann, pittrice polacca (Varsavia, n. 1819 - Copenaghen, † 1881)
- Anna Maria Sirani, pittrice italiana (Bologna, n. 1645 - † 1715)

## Poetesse(2)
- Anna Maria Falchi Massidda, poetessa italiana (Bortigali, n. 1824 - Bortigali, † 1873)
- Anna Maria Lenngren, poetessa svedese (Uppsala, n. 1754 - Stoccolma, † 1817)

## Politiche(17)
- Anna Maria Anders, politica, attivista e diplomatica polacca (Londra, n. 1950)
- Anna Maria Bernasconi, politica italiana (Monza, n. 1945)
- Anna Maria Bernini, politica italiana (Bologna, n. 1965)
- Anna Maria Biricotti, politica italiana (Livorno, n. 1941)
- Anna Maria Bucciarelli, politica italiana (Impruneta, n. 1949)
- Anna Maria Cardano, politica italiana (Galliate, n. 1960)
- Anna Maria Conterno Degli Abbati, politica italiana (Macello, n. 1927 - † 2004)
- Anna Maria Corazza Bildt, politica italiana (Roma, n. 1963)
- Kata Dalström, politica e scrittrice svedese (Emtöholm, n. 1858 - Stoccolma, † 1923)
- Anna Maria Fallucchi, politica italiana (Foggia, n. 1968)
- Anna Finocchiaro, politica e magistrata italiana (Modica, n. 1955)
- Anna Maria Leone, politica italiana (Ceccano, n. 1945)
- Anna Maria Muccioli, politica sammarinese (San Leo, n. 1964)
- Anna Maria Nucci, politica italiana (Cervinara, n. 1943 - Cosenza, † 2017)
- Anna Maria Palermo, politica italiana (Potenza, n. 1960)
- Anna Maria Pedrazzi Cipolla, politica italiana (Cento, n. 1944)
- Anna Maria Serafini, politica italiana (Piancastagnaio, n. 1953)

## Politici(2)
- Anna Maria Carloni, ex politica italiana (Appignano, n. 1955)
- Anna Maria Mancuso, ex politica italiana (Zagarise, n. 1960)

## Principesse(7)
- Anna Maria di Brandeburgo-Ansbach, principessa tedesca (Jägerndorf, n. 1526 - Nürtingen, † 1589)
- Anna Maria Vittoria di Borbone-Condé, principessa francese (Parigi, n. 1675 - Asnières-sur-Seine, † 1700)
- Anna Maria di Danimarca, principessa danese (Copenaghen, n. 1946)
- Anna Maria di Borbone-Orléans, principessa francese (Castello di Saint-Cloud, n. 1669 - Torino, † 1728)
- Anna Maria del Liechtenstein, principessa tedesca (Vienna, n. 1699 - Vienna, † 1753)
- Anna Vasa, principessa svedese (n. 1545 - † 1610)
- Anna Maria Šemberová von Boskovic und Černá Hora, principessa (Vienna, n. 1575 - Plumlov, † 1625)

## Psicologhe(1)
- Anna Maria Giannini, psicologa e criminologa italiana (Roma, n. 1959)

## Registe(2)
- Anna Maria Rimoaldi, regista e sceneggiatrice italiana (Roma, n. 1924 - Poggio, † 2007)
- Anna Maria Tatò, regista italiana (Barletta, n. 1940 - Roma, † 2022)

## Religiose(4)
- Anna Maria Adorni, religiosa italiana (Fivizzano, n. 1805 - Parma, † 1893)
- Anna Maria Canopi, religiosa, scrittrice e storica italiana (Pecorara, n. 1931 - Orta San Giulio, † 2019)
- Anna Lapini, religiosa italiana (Firenze, n. 1809 - Firenze, † 1860)
- Anna Maria Tauscher van den Bosch, religiosa tedesca (Sandow, n. 1855 - Sittard, † 1938)

## Schermitrici(1)
- Anna Rybicka, schermitrice polacca (Gdynia, n. 1977)

## Sciatrici alpine(1)
- Anna-Maria Rieder, sciatrice alpina tedesca (n. 2000)

## Sciatrici nautiche(1)
- Anna Maria Balboni Ravegnani, sciatrice nautica e pattinatrice italiana (Ferrara, n. 1923 - Cervia, † 2023)

## Scrittrici(8)
- Anna Maria Cerasoli, scrittrice e divulgatrice scientifica italiana (Fontecchio, n. 1949)
- Anna Maria Hall, scrittrice irlandese (Dublino, n. 1800 - † 1881)
- Anna Maria Ortese, scrittrice italiana (Roma, n. 1914 - Rapallo, † 1998)
- Anna Pepoli Sampieri, scrittrice e letterata italiana (Bologna, n. 1783 - Bologna, † 1844)
- Anna Maria Rückerschöld, scrittrice svedese (Hedemora, n. 1725 - Stoccolma, † 1805)
- Annie M. G. Schmidt, scrittrice olandese (Kapelle, n. 1911 - Amsterdam, † 1995)
- Neera, scrittrice italiana (Milano, n. 1846 - Milano, † 1918)
- Renata Debenedetti, scrittrice e traduttrice italiana (Torino, n. 1907 - Roma, † 1998)

## Scultrici(1)
- Marie Tussaud, scultrice francese (Strasburgo, n. 1761 - Londra, † 1850)

## Showgirl(1)
- Anna Maria Rizzoli, showgirl e attrice italiana (Roma, n. 1951)

## Soprani(3)
- Anna Maria Alberghetti, soprano e attrice italiana (Pesaro, n. 1936)
- Annie Krull, soprano tedesco (Rostock, n. 1876 - Schwerin, † 1947)
- Anna Maria Strada, soprano italiano (Bergamo)

## Sovrane(1)
- Anna d'Asburgo, sovrana (Valladolid, n. 1601 - Parigi, † 1666)

## Storiche(1)
- Anna Maria Rao, storica italiana (Roma, n. 1949)

## Storiche dell'arte(1)
- Anna Maria Brizio, storica dell'arte, critica d'arte e funzionaria italiana (Sale, n. 1902 - Rapallo, † 1982)

## Tenniste(2)
- Sandra Cecchini, ex tennista italiana (Bologna, n. 1965)
- Anna Földényi, ex tennista ungherese (Düsseldorf, n. 1974)

## Tipografe(1)
- Anna Maria Panialis, tipografa italiana (Vercelli, n. 1757)

## Traduttrici(1)
- Anna Maria Biavasco, traduttrice italiana (Savona, n. 1958)

## Velociste(1)
- Anna Maria Cantù, velocista italiana (Cremona, n. 1923 - Torino, † 2008)

## Senza attività specificata(4)
- Anna Maria Iten Shinnyo Marradi, monaca buddista italiana (Firenze, n. 1953)
- Anna Maria Pertl,  austriaca (Sankt Gilgen, n. 1720 - Parigi, † 1778)
- Ana Rech,  italiana (Feltre, n. 1828 - Caxias do Sul, † 1916)
- Anna Maria Strada († 1629)